# مقاطعة أوكوني (جورجيا)
مقاطعة أوكوني (بالإنجليزية: Oconee County)‏ هي إحدى المقاطعات في ولاية جورجيا في الولايات المتحدة الأمريكية.